# Yemaneberhan Crippa
Yemaneberhan Crippa (ur. 15 października 1996) – włoski lekkoatleta specjalizujący się w biegach średnich i długich.
Podczas mistrzostw świata juniorów młodszych w 2013 roku zajął szóste miejsce w biegu na 1500 metrów, a rok później był na tym dystansie dziesiąty na mistrzostwach świata juniorów. Brązowy medalista biegu na 5000 metrów podczas mistrzostw Europy juniorów (2015). Siódmy zawodnik halowych mistrzostw Europy w Belgradzie (2017). W tym samym roku zdobył złoto na 5000 metrów podczas młodzieżowych mistrzostw Starego Kontynentu. W 2021 roku zadebiutował na igrzyskach olimpijskich, gdzie zajął 11. miejsce w biegu na 10 000 metrów.
Uczestnik mistrzostw Europy w biegach przełajowych (zdobył osiem medali, w tym cztery złote) oraz mistrzostw świata w tej specjalizacji.
Rekord życiowy: bieg na 1500 metrów – 3:35,26 (5 sierpnia 2020, Rovereto); bieg na 3000 metrów – 7:37,90 (13 lipca 2021, Gateshead) rekord Włoch; bieg na 5000 metrów (stadion) – 13:02,26 (8 czerwca 2020, Ostrawa); bieg na 5000 metrów (hala) – 13:23,99 (18 lutego 2017, Birmingham) rekord Włoch; bieg na 5 kilometrów – 13:14 (30 kwietnia 2022, Herzogenaurach) były rekord Europy, rekord Włoch; bieg na 10 000 metrów – 27:10,76 (6 października 2019, Doha) rekord Włoch; półmaraton – 59:26 (27 lutego 2022, Neapol) rekord Włoch; maraton – 2:06:06 (18 lutego 2024, Sewilla) rekord Włoch.

## Osiągnięcia
| Rok  | Impreza                                   | Miejsce    | Konkurencja                   | Lokata      | Wynik    |
| ---- | ----------------------------------------- | ---------- | ----------------------------- | ----------- | -------- |
| 2012 | Mistrzostwa Europy w biegach przełajowych | Budapeszt  | bieg przełajowy juniorów      | 32. miejsce | 19:33    |
| 2013 | Mistrzostwa świata w biegach przełajowych | Bydgoszcz  | bieg przełajowy juniorów      | 38. miejsce | 23:26    |
| 2013 | Mistrzostwa świata juniorów młodszych     | Donieck    | bieg na 1500 m                | 6. miejsce  | 3:45,02  |
| 2013 | Mistrzostwa Europy w biegach przełajowych | Belgrad    | bieg przełajowy juniorów      | 7. miejsce  | 18:14    |
| 2014 | Mistrzostwa świata juniorów               | Eugene     | bieg na 1500 m                | 10. miejsce | 3:47,16  |
| 2014 | Mistrzostwa Europy w biegach przełajowych | Samokow    | bieg przełajowy juniorów      | 1. miejsce  | 20:07    |
| 2015 | Mistrzostwa świata w biegach przełajowych | Guiyang    | bieg przełajowy juniorów      | 20. miejsce | 24:52    |
| 2015 | Mistrzostwa Europy juniorów               | Eskilstuna | bieg na 5000 m                | 3. miejsce  | 14:35,39 |
| 2015 | Mistrzostwa Europy w biegach przełajowych | Hyères     | bieg przełajowy juniorów      | 1. miejsce  | 17:39    |
| 2016 | Mistrzostwa Europy                        | Amsterdam  | bieg na 5000 m                | 8. miejsce  | 13:46,30 |
| 2016 | Mistrzostwa Europy w biegach przełajowych | Chia       | bieg przełajowy młodzieżowców | 3. miejsce  | 22:54    |
| 2017 | Halowe mistrzostwa Europy                 | Belgrad    | bieg na 3000 m                | 7. miejsce  | 8:05,63  |
| 2017 | Młodzieżowe mistrzostwa Europy            | Bydgoszcz  | bieg na 5000 m                | 1. miejsce  | 14:14,28 |
| 2017 | Mistrzostwa Europy w biegach przełajowych | Šamorín    | bieg przełajowy młodzieżowców | 3. miejsce  | 24:42    |
| 2018 | Puchar Europy w biegu na 10 000 metrów    | Londyn     | bieg na 10 000 m              | 3. miejsce  | 27:44,21 |
| 2018 | Igrzyska śródziemnomorskie                | Tarragona  | bieg na 5000 m                | 3. miejsce  | 13:56,53 |
| 2018 | Mistrzostwa Europy                        | Berlin     | bieg na 5000 m                | 4. miejsce  | 13:19,85 |
| 2018 | Mistrzostwa Europy                        | Berlin     | bieg na 10 000 m              | 3. miejsce  | 28:12,15 |
| 2018 | Mistrzostwa Europy w biegach przełajowych | Tilburg    | bieg przełajowy seniorów      | 6. miejsce  | 29:14    |
| 2019 | Puchar Europy w biegu na 10 000 metrów    | Londyn     | bieg na 10 000 m              | 1. miejsce  | 27:49,79 |
| 2019 | Superliga drużynowych mistrzostw Europy   | Bydgoszcz  | bieg na 3000 m                | 4. miejsce  | 8:03,69  |
| 2019 | Superliga drużynowych mistrzostw Europy   | Bydgoszcz  | bieg na 5000 m                | 1. miejsce  | 13:43,30 |
| 2019 | Mecz Europa – USA                         | Mińsk      | bieg na 3000 m                | 3. miejsce  | 7:58,11  |
| 2019 | Mistrzostwa świata                        | Doha       | bieg na 5000 m                | eliminacje  | 13:29,08 |
| 2019 | Mistrzostwa świata                        | Doha       | bieg na 10 000 m              | 8. miejsce  | 27:10,76 |
| 2019 | Mistrzostwa Europy w biegach przełajowych | Lizbona    | bieg przełajowy seniorów      | 2. miejsce  | 30:21    |
| 2021 | Superliga drużynowych mistrzostw Europy   | Chorzów    | bieg na 5000 m                | 1. miejsce  | 13:17,23 |
| 2021 | Igrzyska olimpijskie                      | Tokio      | bieg na 5000 m                | eliminacje  | 13:47,12 |
| 2021 | Igrzyska olimpijskie                      | Tokio      | bieg na 10 000 m              | 11. miejsce | 27:54,05 |
| 2021 | Mistrzostwa Europy w biegach przełajowych | Dublin     | bieg przełajowy seniorów      | –           | DNF      |
| 2022 | Mistrzostwa Europy                        | Monachium  | bieg na 5000 m                | 3. miejsce  | 13:24,83 |
| 2022 | Mistrzostwa Europy                        | Monachium  | bieg na 10 000 m              | 1. miejsce  | 27:46,13 |
| 2022 | Mistrzostwa Europy w biegach przełajowych | Turyn      | bieg przełajowy seniorów      | 4. miejsce  | 29:47    |
| 2023 | I dywizja drużynowych mistrzostw Europy   | Chorzów    | bieg na 5000 m                | 3. miejsce  | 13:34,29 |
| 2023 | Puchar Europy w biegu na 10 000 metrów    | Pacé       | bieg na 10 000 m              | 1. miejsce  | 28:08,83 |
| 2023 | Mistrzostwa świata                        | Budapeszt  | bieg na 10 000 m              | 12. miejsce | 28:16,40 |
| 2023 | Mistrzostwa Europy w biegach przełajowych | Bruksela   | bieg przełajowy seniorów      | 13. miejsce | 30:47    |
| 2024 | Mistrzostwa Europy                        | Rzym       | półmaraton                    | 1. miejsce  | 1:01:03  |
| 2024 | Mistrzostwa Europy                        | Rzym       | półmaraton drużynowo          | 1. miejsce  | 3:03:34  |
| 2024 | Igrzyska olimpijskie                      | Paryż      | maraton                       | 25. miejsce | 2:10:36  |
| 2024 | Mistrzostwa Europy w biegach przełajowych | Antalya    | bieg przełajowy seniorów      | 2. miejsce  | 22:24    |
| 2025 | I dywizja drużynowych mistrzostw Europy   | Madryt     | bieg na 5000 m                | 5. miejsce  | 13:48,03 |